# Newtown (Connecticut)
Newtown kisváros Fairfield megyében, Connecticut államban, az Amerikai Egyesült Államokban. Newtownt 1705-ben alapították.

## Demográfiai adatok
A 2000. évi népszámlálási adatok szerint Newtown lakónépessége 25 031 fő volt, a háztartások száma 8325, és 6776 család élt a kisvárosban. A 2010. évi népszámlálási adatok szerint a kisváros lakónépessége már 27 560 fő, ez 10,1%-os népességnövekedés a 2000. esztendőhöz képest. A 2011. évi adatok szerint pedig a kisváros lakónépessége 27 829, ez 1%-os népességnövekedés a 2010. esztendőhöz képest. Newtown népsűrűsége 2000-ben 163 fő/km², 2010-ben 180 fő/km², 2011-ben 182 fő/km². A 2000. évi népszámlálási adatok szerint Newtownban 8601 lakás van, sűrűsége 56 lakás/km². A 2000. évi népszámlálási adatok szerint Newtown lakónépességének 95,14% fehér, 1,75%-a néger vagy afroamerikai, 0,14%-a indián őslakos, 1,4%-a ázsiai, 0,04%-a óceániai, 0,64%-a egyéb és 0,89%-a kettő vagy több rasszba tartozik. Newtownban magyarok is élnek.

## Történelme

### Iskolai lövöldözés a Sandy Hook Általános Iskolában
2012. december 14-én a 20 éves Adam Peter Lanza 26 embert ölt meg a Sandy Hook Általános Iskolában, az áldozatok többsége hat- és hétéves kisgyerek. Először megölte saját édesanyját, majd az általános iskolába ment, ahol vérfürdőt rendezett. Adam Lanza cselekedete azzal indokolható, hogy édesanyja szeretetét gyerekekkel is megosztotta és a tömeggyilkos ezt nem volt képes elviselni.

## Képgaléria

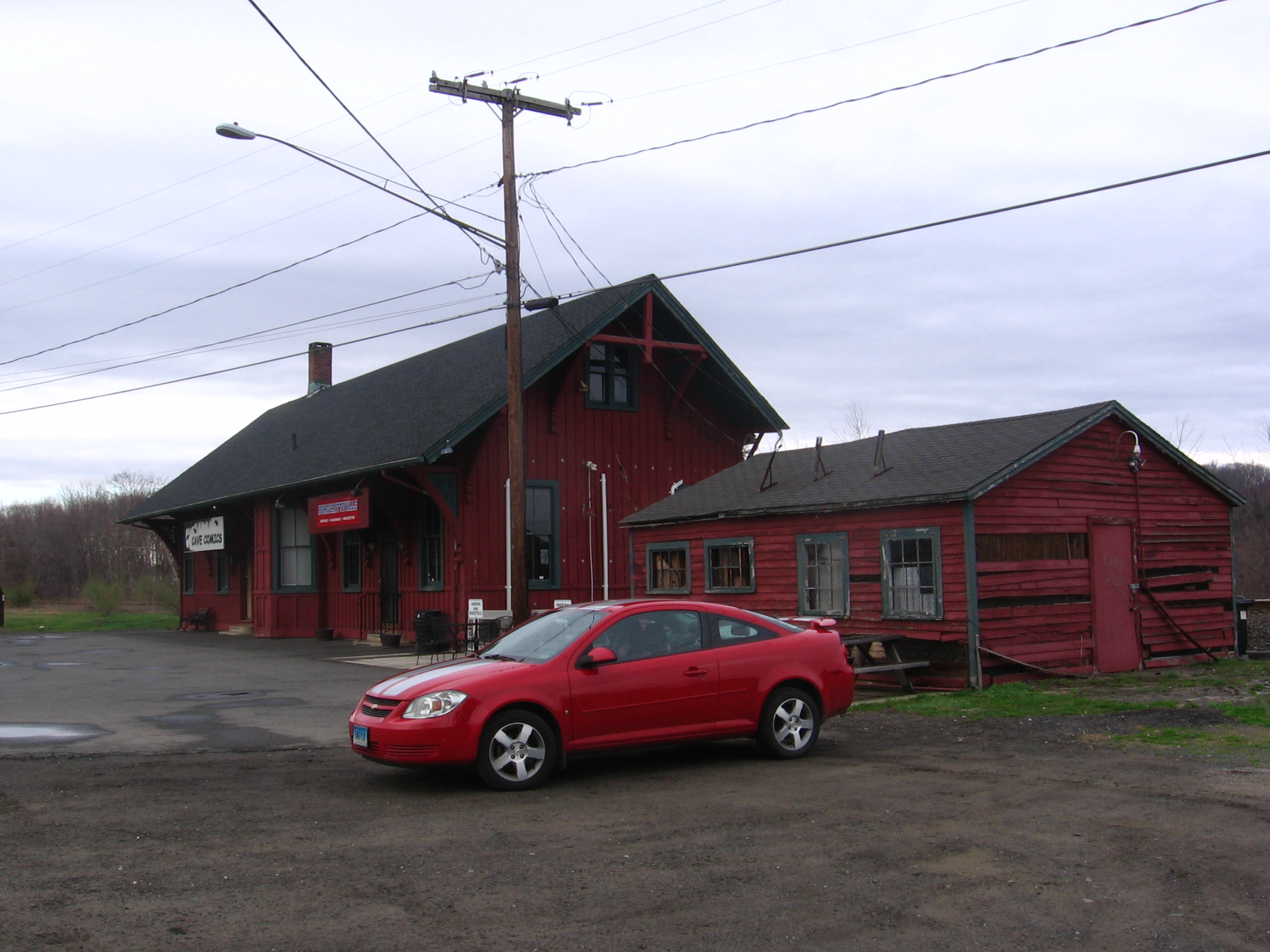
Newtown-i állomás
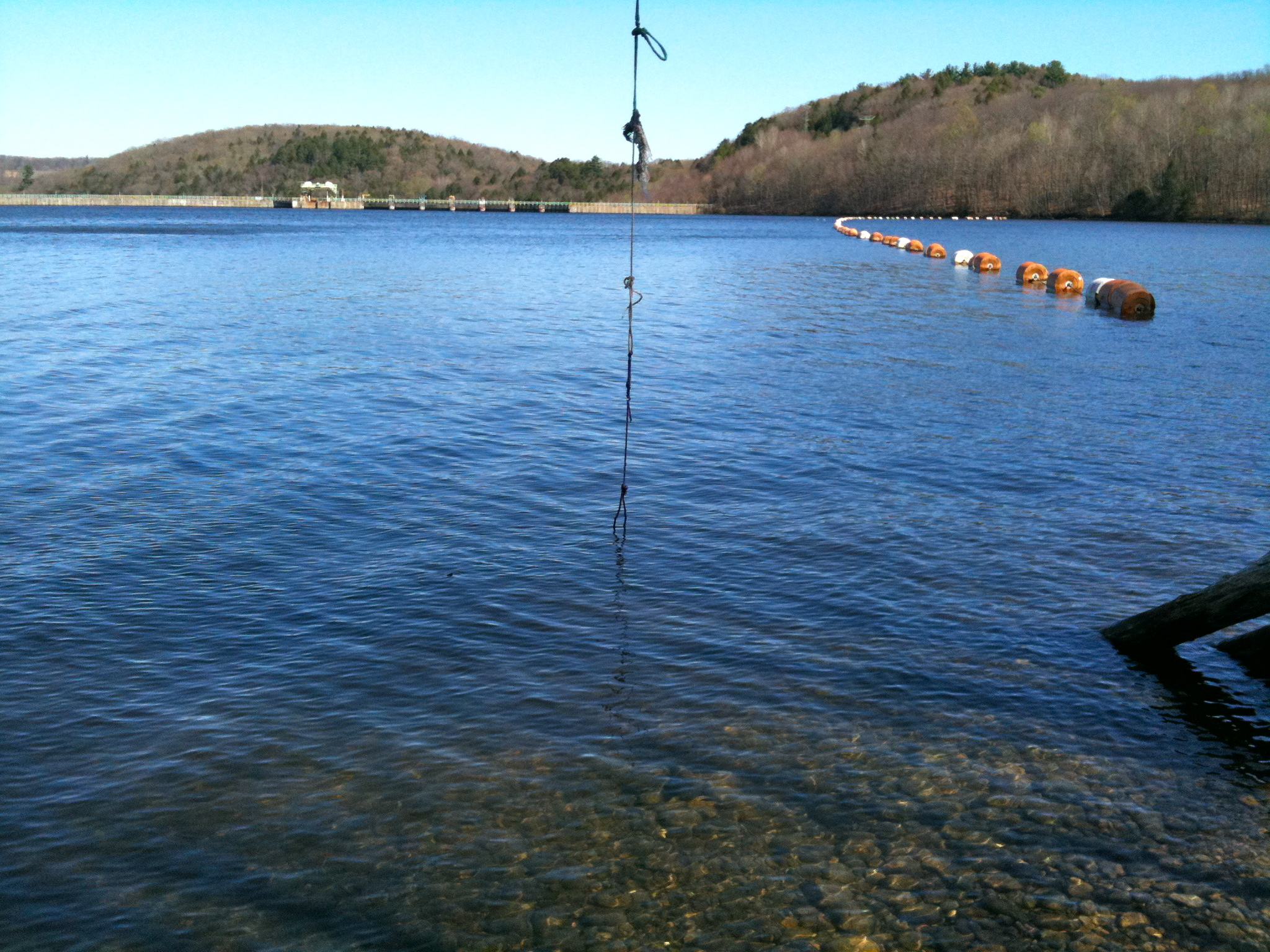
Newtown melletti tavacska
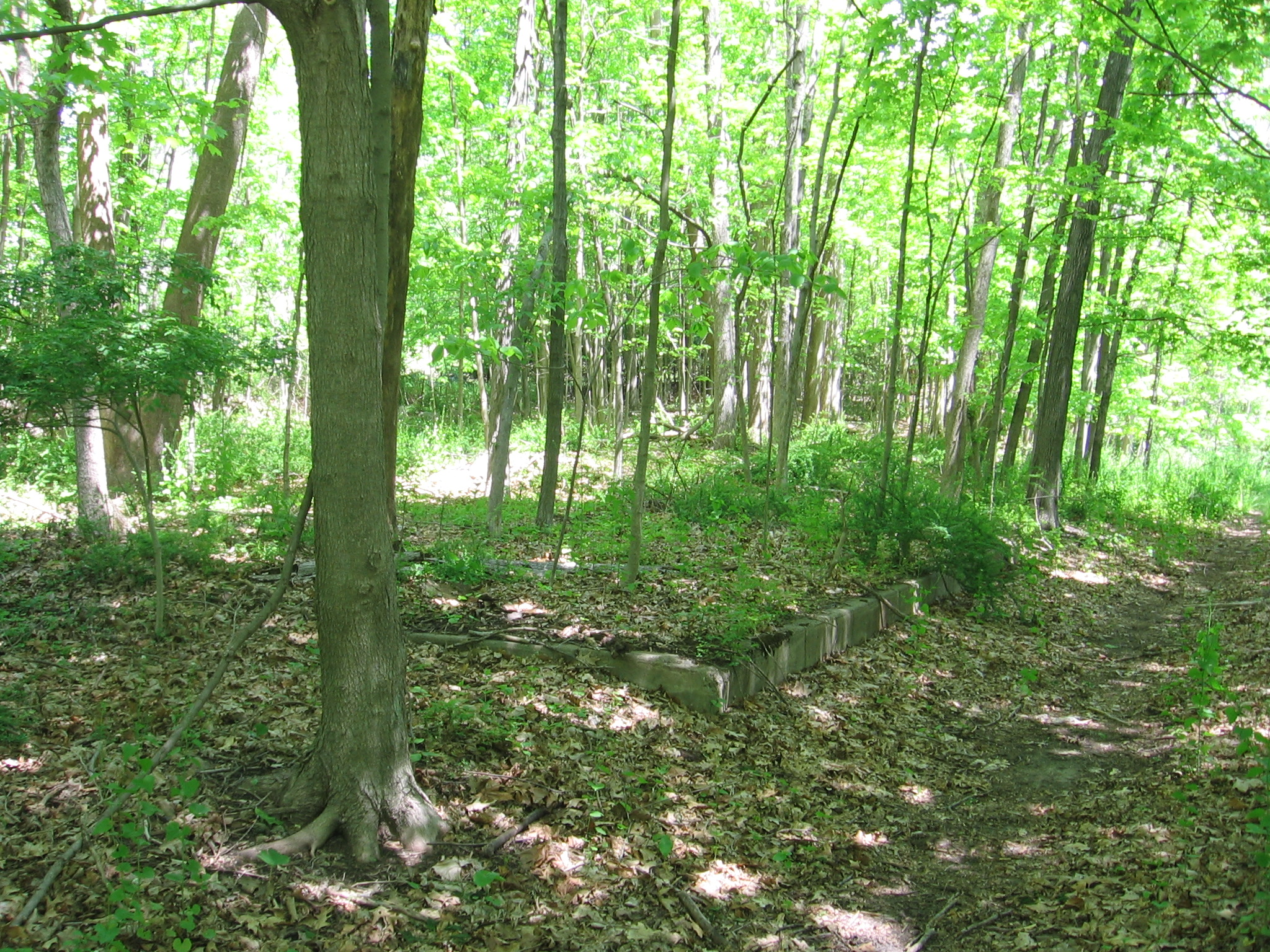
Az egykori Hanover Springs állomás
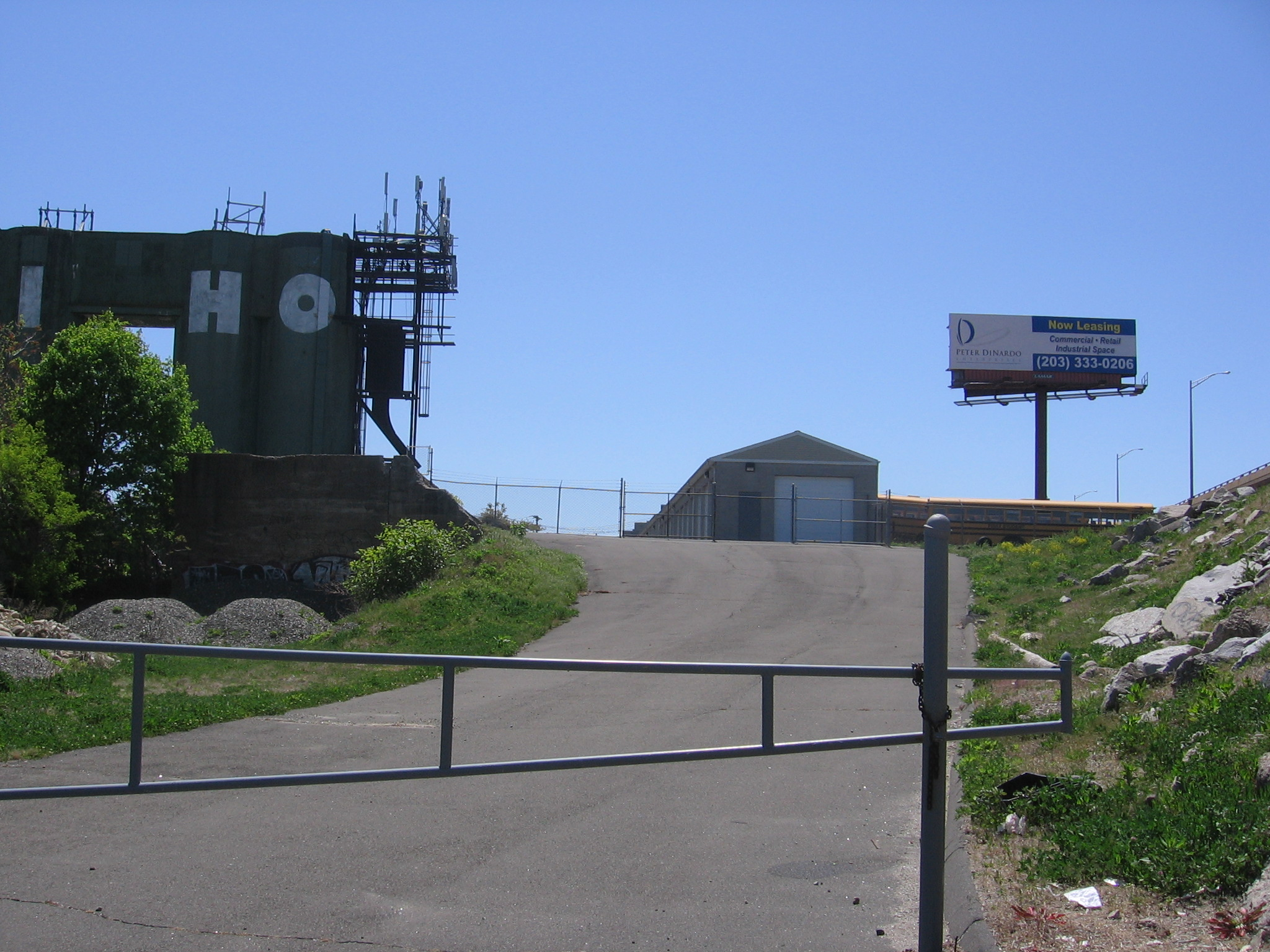
Connecticut Route 25
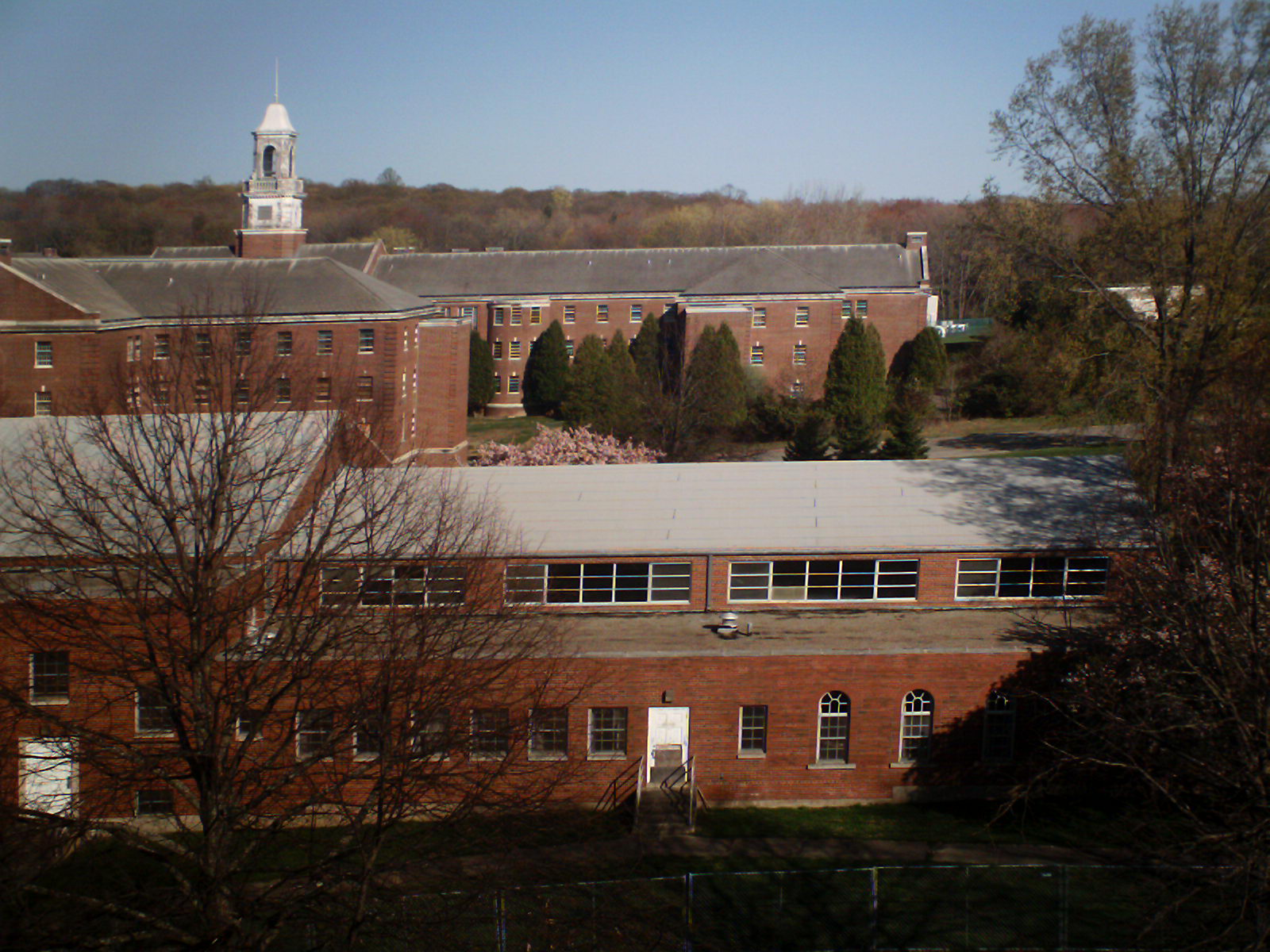
Fairfield State Kórház
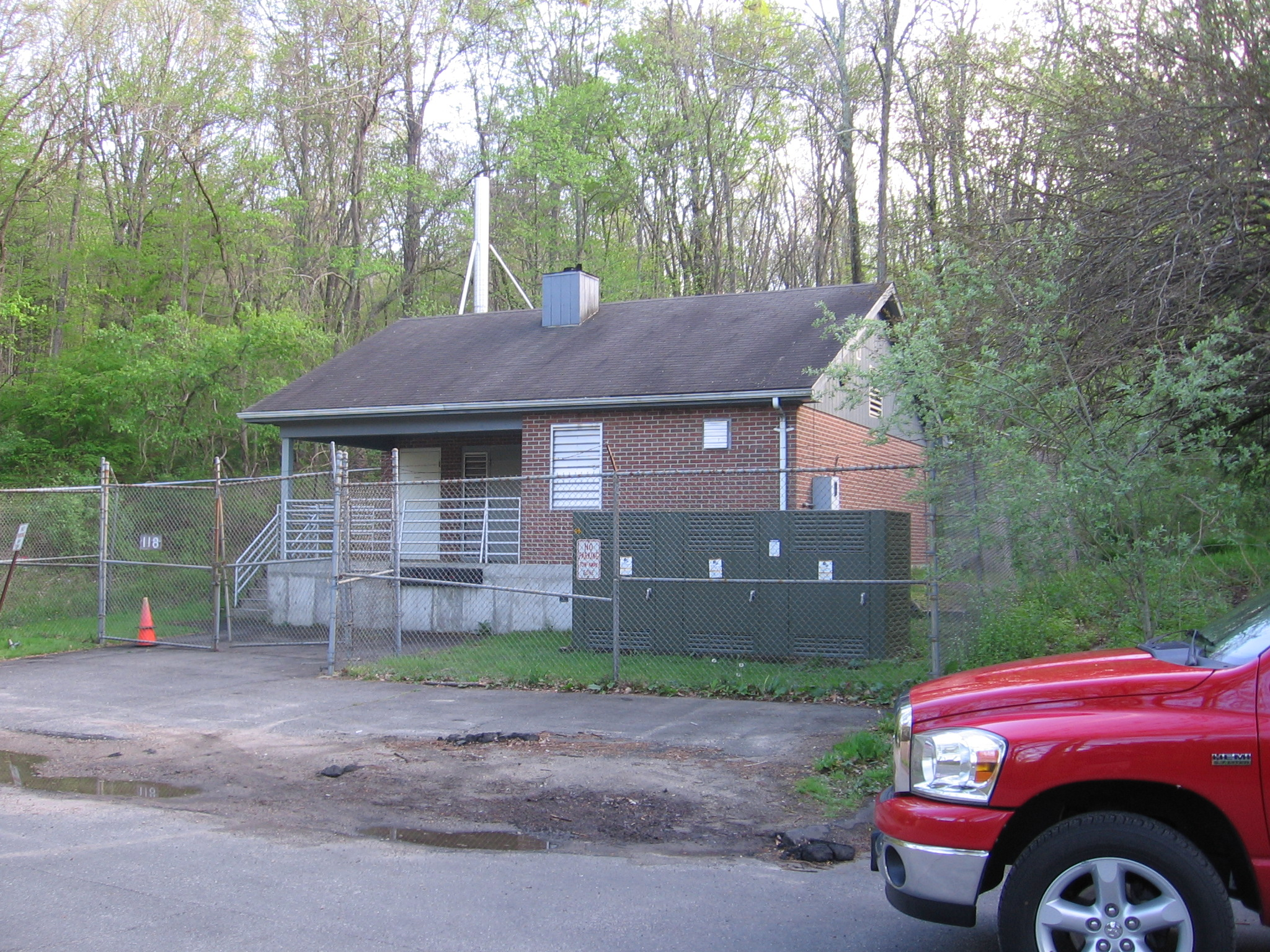
Whitney Avenue állomás